# Decoradrillia pulchella
Decoradrillia pulchella é uma espécie de gastrópode do gênero Decoradrillia, pertencente a família Drilliidae.